# Religija u Portugalu
Religija u Portugalu zastupljena je s nekoliko vjerskih zajednica.

## Povijest
Do dolaska kršćanstva stanovništvo je štovalo lokalne poganske bogove. Keltska religija bila je raširena u središnjem, sjevernom i zapadnom Pirenejskom poluotoku. Dolaskom Rimljana širi se rimska religija. Rubna područja Luzitanije imala su tragove mitraizma. U ove krajeve kršćanstvo dolazi vrlo rano. 
Pokrštenje je došlo još za rimske vlasti. Pripadao je krugu zapadnog kršćanstva. Arapska osvajanja donijela su islam u ove krajeve. Nakon velike podjele, portugalski kršćani dio su rimokatoličkog svijeta. Zapadni raskol odrazio se da je portugalske kršćane da su ostali uz rimskog papu, no ne tvrdom vjernosti. Pojava protestantizma nije ovdje ostavila bitna traga. Kršćanska rekonkvista u nekoliko je valova vraćala kršćanstvo kao prevladavajuću vjeru, od 914. do 1250. godine.

## Vjerska struktura
Procjene koje navodi CIA za 2011. godinu govore o sljedećem vjerskom sastavu stanovništva iznad 15 godina:
- rimokatolici 81%
- ostali kršćani 3,3%
- ostali 0,6% (uključuje židovske vjere, muslimane i ostale)
- nikoje vjere 6,8%
- nespecificirano 7,5%

## Galerija
- Sredozemlje u starogrčko doba.
- Širenje kršćanstva u Europi i na Sredozemlju.
- Kršćanska rekonkvista na Pirenejskom poluotoku.
- Europa u doba velike podjele 1054. godine.
- Religija u Europi, na Sredozemlju i na Bliskom Istoku 1100.
- Zapadni raskol. Pristaše avignonskog (crveno) i rimskog (plavo) pape. 1409. slika se mijenja pojavom pisanskog pape. Zemljovid još nije potpun i točan.
- Religije u Europi 1560.